# Seeteufel
Der Seeteufel (Lophius piscatorius), auch Anglerfisch oder Lotte genannt, ist ein Fisch aus der Ordnung der Armflosser.  Die Bezeichnung Forellenstör ist fehldeutig und daher im Lebensmittelrecht nicht gestattet. Er lebt im nordöstlichen Atlantik von der Küste Marokkos bis nach Norwegen und der Südküste Islands, in der Ostsee, aber auch bei den Azoren, im Mittelmeer, in der Adria, der Ägäis und im Schwarzen Meer. Er hält sich in Tiefen von 20 bis 1000 Metern auf.

## Merkmale
Seeteufel haben einen abgeflachten, schuppenlosen Körper und einen extrem großen, breiten und abgeflachten Kopf mit einem riesigen, mit kräftigen Zähnen besetzten Maul. Sie können maximal zwei Meter lang und über 50 kg schwer werden, erreichen jedoch nur selten Längen von einem Meter. Sie ähneln dem Schwarzen Seeteufel, Hauptunterschied sind die in der Leibeshöhle helle Bauchhaut – die des Schwarzen Seeteufels ist schwarz – und die elf bis zwölf Flossenstrahlen in der zweiten Rückenflosse. Der Unterkiefer und die Kopf- und Körperseiten sind mit Hautanhängseln gesäumt. Der erste Strahl der Rückenflosse ist als Angel (Illicium) mit anhängendem Köder (Esca) ausgebildet. Das maximale nachgewiesene Alter des Seeteufels beträgt 24 Jahre.
- Flossenformel: Dorsale VIII/11–12, Anale 9–10.

## Lebensweise

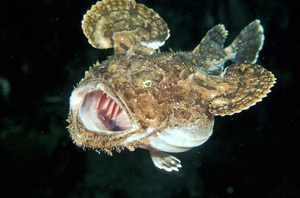
Frei schwimmender Seeteufel

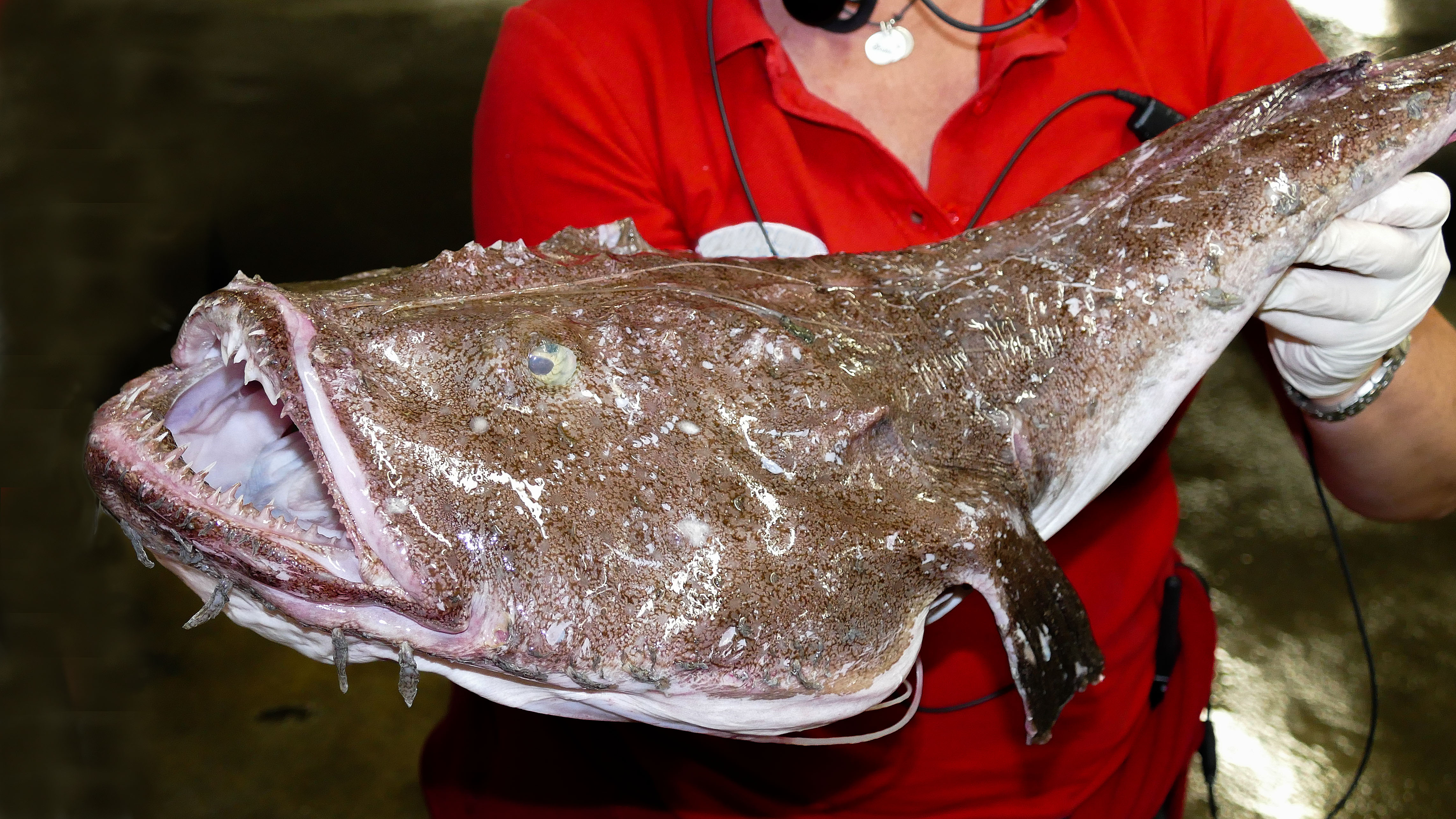
Ein Seeteufel, frisch vom Fischkutter

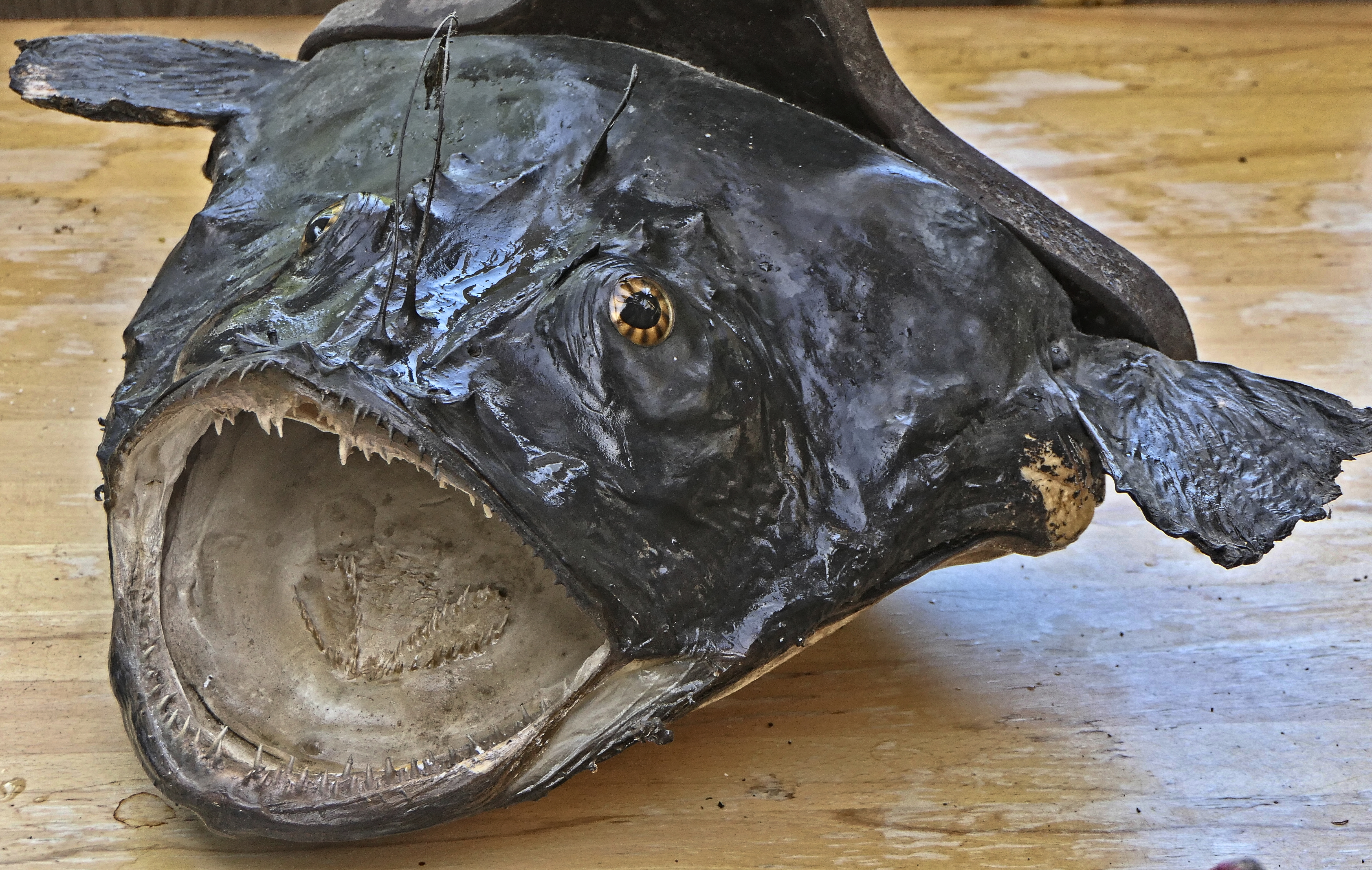
Das Kopfpräparat eines Seeteufels

Seeteufel leben auf dem Meeresgrund in Tiefen von 20 bis 1000 Metern. Die Art ernährt sich vor allem von Fischen, die mit einer „Angel“ (Illicium) angelockt und durch plötzliches Aufreißen des riesigen Mauls eingesaugt werden. Sie schwimmen manchmal auch oberflächennah (pelagisch) und in ihren Mägen wurden auch Überreste von Seevögeln gefunden.

## Fortpflanzung
Die Fische laichen rund um die Britischen Inseln von April bis Juni und geben je bis zu eine Million violette Eier ab, die in einem Laichband zusammenhalten, das 15 bis 45 cm breit und acht bis zehn Meter lang sein kann. Das Laichband treibt frei im Wasser, wird durch Wellengang und Strömungen auseinandergerissen und der Laich so weit verteilt. Die daraus schlüpfenden Larven leben pelagisch und halten sich mit stark verlängerten Flossenstrahlen in der Schwebe. Mit einer Länge von 6 bis 8 cm gehen sie zum Bodenleben über. Männchen erreichen die Geschlechtsreife mit einer Länge von 40 cm, Weibchen mit 70 cm Länge. Sie sind dann etwa 6 Jahre alt.

## Nutzung
Seeteufel haben gutes Fleisch, das auch nach der Zubereitung fest und nahezu weiß bleibt. Sie werden als Beifang bei der Langleinenfischerei und mit Schleppnetzen gefischt. Im Lebensmittelhandel findet man meist nur den Seeteufelschwanz und die Seeteufelbäckchen.